# Зелений (доплив Гнилої Липи)
Зелений (пол. Zielony) — струмок в Україні у Перемишлянському районі Львівської області. Правий доплив річки Гнилої Липи (басейн Дністра).

## Опис
Довжина струмка приблизно 3,16 км, найкоротша відстань між витоком і гирлом — 3,01  км, коефіцієнт звивистості річки — 1,05 . Формується декількома струмками.

## Розташування
Бере початок на південно-східних схилах гори Кам'яної (418,6 м) у листяному лісі. Тече переважно на південний схід через село Мерещів і впадає у річку Гнилу Липу, ліву притоку річки Дністра.

## Цікаві факти
- У селі Мерещів струмок перетинає автошлях Т 1417[2] (автомобільний шлях територіального значення у Львівській та Івано-Франківській областях. Проходить територією Львівського р-ну, Львівської обл., та Івано-Франківського району, Івано-Франківської області, через Куровичі — Перемишляни — Рогатин. Загальна довжина — 42,8 км.).